# Andrzej z Duchnik Poniatowski
Andrzej z Duchnik Poniatowski herbu Ciołek – deputat generalnego sądu kapturowego w 1648 roku, sekretarz Jego Królewskiej Mości.
Podpisał elekcję Jana II Kazimierza Wazy, jako deputat kapturowy i deputat księstw oświęcimskiego i zatorskiego podpisał jego pacta conventa w 1648 roku.